# 863-й истребительный авиационный полк
863-й истребительный авиационный ордена Александра Невского полк (863-й иап) — воинская часть Военно-воздушных сил (ВВС) Вооружённых Сил РККА, принимавшая участие в боевых действиях Великой Отечественной войны.

## Наименования полка
За весь период своего существования полк своё наименование не менял:
- 863-й истребительный авиационный полк;
- 863-й истребительный авиационный ордена Александра Невского полк;
- Войсковая часть (Полевая почта) 21292.

## История и боевой путь полка
863-й истребительный авиационный полк начал формироваться 20 апреля 1942 года по штату 015/174 на базе Руставской ВАШП, лётным составом укомплектован за счёт авиашколы и 12-й отдельной перегоночной эскадрильи, остальным личным составом — за счёт 11-го и 25-го запасных истребительных авиаполков Закавказского военного округа на основании приказа ЗКВО № 0069 от 13.04.1942 г. Укомплектован 20 истребителями ЛаГГ-3, полученными с завода № 31 (г. Тбилиси). Окончил формирование 22 апреля 1942 года. Вошёл в состав ВВС Закавказского фронта как отдельный истребительный авиационный полк.
Приступил к боевой работе 15 мая 1942 года на самолётах ЛаГГ-3 как отдельный истребительный авиационный полк, находясь в прямом подчинении штаба ВВС Закавказского фронта, выполнив 211 боевых вылетов по заданию штаба ВВС фронта. В период с 18 июня по 11 сентября 1942 года вёл боевую работу в составе ВВС 46-й армии Закавказского фронта, выполнив 483 боевых вылетов, потеряв в боях 1 самолёт и одного лётчика. С 11 сентября 1942 года вошёл в состав 219-й бомбардировочной авиационной дивизии 5-й воздушной армии Закавказского фронта, где прикрывал бомбардировщики дивизии в ходе Моздок-Малгобекской операции при уничтожении переправ и переправочных средств через реку Терек южнее Моздока. За 10 дней боевой работы в составе дивизии полк выполнил 124 боевых вылета, потерял 3 лётчика и 7 самолётов. 21 сентября полк передал 7 ЛаГГ-3 и 9 лётчиков в 790-й истребительный авиационный полк и выведен с фронта.
В период с 22 сентября по 13 декабря 1942 года полк находился в 6-м отдельном учебно-тренировочном авиационном полку ВВС Закавказского фронта, после чего убыл в 26-й запасной истребительный авиационный полк ВВС Закавказского фронта, где переформирован по штату 015/284 (29.06.1943 г.) и доукомплектован. Находился в 26-м зиап до 17 июля 1943 года.
С 18 июля вошёл в состав 229-й истребительной авиационной дивизии 4-й воздушной армии Северо-Кавказского фронта, боевой работы не вёл. С 16 сентября 1943 года передан как полк сопровождения в состав 230-й штурмовой авиационной дивизии 4-й воздушной армии Северо-Кавказского фронта и возобновил боевую работу на самолётах ЛаГГ-3. 20 ноября вместе с 230-й штурмовой авиационной дивизией введён в состав войск Отдельной Приморской армии, освобождавшей Крым. За период боевых действий в составе 230-й штурмовой авиационной дивизии полк, продолжая участвовать в Битве за Кавказ в операциях: Новороссийской десантной и Таманской наступательной, участвуя в освобождении Крымского полуострова, выполнил 2433 боевых вылета, потерял 13 лётчиков и 29 самолётов.
С 15 мая 1944 года полк вышел из состава 230-й штурмовой авиационной дивизии и убыл в Харьковский военный округ, где вошёл в состав
вновь формируемой 129-й истребительной авиационной дивизии. Вместе со 129-й истребительной авиационной дивизией до 4 октября 1944 года находился в резерве СВГК на аэродроме Каменная Яруга Харьковского военного округа, где был переформирован по штату 015/364 (к 01.08.1944) и освоил истребители Ла-5.
К 12 октября полк вместе с дивизией был перебазирован на 3-й Белорусский фронт, где включён в состав 1-й воздушной армии. С 13 октября полк приступил к боевой работе в составе 129-й истребительной авиационной дивизии 1-й воздушной армии 3-го Белорусского фронта на самолётах Ла-5.
За образцовое выполнение боевых заданий командования в боях с немецкими захватчиками при овладении городом Хайлигенбайль и проявленные при этом доблесть и мужество Указом Президиума ВС СССР от 26 апреля 1945 года полк награждён орденом Александра Невского.
День победы полк встретил в Восточной Пруссии на аэродроме Гросс Линденау, ныне Озерки Калининградской области.

### Участие в операциях и битвах
- Битва за Кавказ:
  - Моздок-Малгобекская операция — с 11 сентября 1942 года по 21 сентября 1942 года.
  - Новороссийская десантная операция — с 9 сентября 1943 года по 16 сентября 1943 года.
  - Таманская наступательная операция — с 10 сентября 1943 года по 9 октября 1943 года.
- Керченско-Эльтигенская десантная операция — с 31 октября 1943 года по 11 декабря 1943 года.
- Керченско-Севастопольская операция — с 12 апреля 1944 года по 22 апреля 1944 года.
- Гумбиннен-Гольдапская операция[2] — с 16 октября 1944 года по 30 октября 1944 года
- Восточно-Прусская операция[2] — с 13 января 1945 года по 25 апреля 1945 года.
- Инстербургско-Кёнигсбергская операция[2] — с 13 января 1945 года по 27 января 1945 года.
- Кёнигсбергская операция — с 6 апреля 1945 года по 9 апреля 1945 года.

### В составе действующей армии
Всего в составе действующей армии полк находился:
- с 15 мая 1942 года по 13 декабря 1942 года;
- с 18 июля 1943 года по 15 мая 1944 года;
- с 12 октября 1944 года по 9 мая 1945 года[3].

### Послевоенный период
До 27 июля 1945 года полк базировался на аэродроме Гросс Линденау, а после в составе дивизии передислоцировался на Щучинский аэроузел Барановичского военного округа на аэродром Россь. В марте 1947 года 863-й истребительный авиационный ордена Александра Невского полк был расформирован в 129-й иад 1-й воздушной армии Белорусского военного округа на основании шифротелеграммы Командующего 1 ВА № 1317 от 22.02.1947 г. и приказа командира 14-го иак № 001 от 05.03.1947 г.

## Командиры полка
- майор Коновалов Александр Николаевич[1], 05.1942 — 05.12.1943
- майор Селезнёв Алексей Петрович[1], 05.12.1943 — 23.12.1944
- майор Семёнов Евгений Михайлович[1], 23.12.1944 — 1946

## В составе соединений и объединений
| Период        | Фронт (округ)                        | армия               | корпус                           | дивизия                                             | примечание |
| ------------- | ------------------------------------ | ------------------- | -------------------------------- | --------------------------------------------------- | ---------- |
| 20.04.1942 г. | Закавказский военный округ           | ВВС округа          |                                  |                                                     | ЛаГГ-3     |
| 15.05.1942 г. | Закавказский фронт                   | ВВС фронта          |                                  |                                                     | ЛаГГ-3     |
| 18.06.1942 г. | Закавказский фронт                   | 46-я армия          | ВВС 46-й армии                   |                                                     | ЛаГГ-3     |
| 11.09.1942 г. | Закавказский фронт                   | 5-я воздушная армия |                                  | 219-я бомбардировочная авиационная дивизия          | ЛаГГ-3     |
| 11.09.1942 г. | Закавказский фронт                   | ВВС фронта          |                                  | 6-й отдельный учебно-тренировочный авиационный полк | ЛаГГ-3     |
| 14.12.1942 г. | Закавказский фронт                   | ВВС фронта          |                                  | 26-й запасной истребительный авиационный полк       | ЛаГГ-3     |
| 18.07.1943 г. | Северо-Кавказский фронт              | 4-я воздушная армия |                                  | 229-я истребительная авиационная дивизия            | ЛаГГ-3     |
| 16.09.1943 г. | Северо-Кавказский фронт              | 4-я воздушная армия |                                  | 230-я штурмовая авиационная дивизия                 | ЛаГГ-3     |
| 20.11.1943 г. | Приморская армия                     | ВВС армии           |                                  | 230-я штурмовая авиационная дивизия                 | ЛаГГ-3     |
| 11.05.1944 г. | Харьковский военный округ            | ВВС округа          |                                  | 129-я истребительная авиационная дивизия            | Ла-5       |
| 28.05.1944 г. | Резерв Верховного Главнокомандования | 8-я воздушная армия | 1-й смешанный авиационный корпус | 129-я истребительная авиационная дивизия            | Ла-5       |
| 01.06.1944 г. | Отдельная Приморская армия           | ВВС армии           | 1-й смешанный авиационный корпус | 129-я истребительная авиационная дивизия            | Ла-5       |
| 01.09.1944 г. | Харьковский военный округ            | ВВС округа          |                                  | 129-я истребительная авиационная дивизия            | Ла-5       |
| 13.10.1944 г. | 3-й Белорусский фронт                | 1-я воздушная армия |                                  | 129-я истребительная авиационная дивизия            | Ла-5       |
| 09.05.1945 г. | 3-й Белорусский фронт                | 1-я воздушная армия |                                  | 129-я истребительная авиационная дивизия            | Ла-5       |
| 10.06.1945 г. | Белорусско-литовский военный округ   | 1-я воздушная армия |                                  | 129-я истребительная авиационная дивизия            | Ла-5       |
| 09.07.1945 г. | Барановичский военный округ          | 1-я воздушная армия |                                  | 129-я истребительная авиационная дивизия            | Ла-5       |
| 04.02.1946 г. | Белорусский военный округ            | 1-я воздушная армия |                                  | 129-я истребительная авиационная дивизия            | Ла-5       |
| 01.03.1947 г. | Белорусский военный округ            | 1-я воздушная армия |                                  | 129-я истребительная авиационная дивизия            | Ла-5       |

## Благодарности Верховного Главнокомандующего
За проявленные образцы мужества и героизма Верховным Главнокомандующим лётчикам полка в составе 129-й иад объявлены благодарности:
- за прорыв обороны немцев и вторжение в пределы Восточной Пруссии[5].
- за овладение городами Тильзит, Гросс-Скайсгиррен, Ауловенен, Жиллен и Каукемен[6].
- за овладение городом Инстербург[7].
- за овладение городами Вормдитт и Мельзак[8].
- за овладение городом Браунсберг[9].
- за овладение городом Хайлигенбайль[10].
- за разгром группы немецких войск юго-западнее Кёнигсберга[11].
- за овладение городом и крепостью Кёнигсберг[12].
- за овладение городом и крепостью Пиллау[13].

## Лётчики-асы полка
| Фамилия, имя отчество          | Награды | Сбито самолётов (+ в группе) | Примечание |
| ------------------------------ | ------- | ---------------------------- | --- |
| Алейников Пётр Никитович       |         | 5 + 6                        | Лётчик полка: авг. — сент. 1942. В сентябре 1942 года убыл в 790-й иап. Погиб 20 ноября 1943 г.                                                           |
| Артемьев Алексей Иванович      |         | 5 + 1                        | Лётчик полка: июль — сент. 1942. В сентябре 1942 года убыл в 790-й иап. Погиб 22 ноября 1943 г. Сбит в воздушном бою.                                     |
| Никольников Владимир Антонович |         | 8 + 1                        | Лётчик полка: авг. 1943 — май 1945. Боевых вылетов: более 150.                                                                                            |
| Селезнёв Алексей Петрович      |         | 8 + 4                        | Лётчик и командир полка: июнь 1943 — дек. 1944. Советско-финляндская война (1939—1940): боевую работу вёл на И-16 в составе 7-го иап. Боевых вылетов: 200 |
| Семёнов Евгений Михайлович     |         | 5 + 7                        | Командир и лётчик полка: дек. 1944 — май 1945. Боевых вылетов: 283 (на 18.03.1945 г.)                                                                     |
| Ходеев Трофим                  |         | 7 + 0                        | Лётчик полка: авг. 1943 — дек. 1944. Погиб 10 декабря 1944 г. Разбился в авиационной катастрофе                                                           |

## Итоги боевой деятельности полка
Всего за годы Великой Отечественной войны полком:
| Выполнено боевых вылетов | Сбито самолётов в воздухе | Уничтожено самолётов всего |
| ------------------------ | ------------------------- | -------------------------- |
| 4822                     | 72                        | 83                         |

Свои потери:
| Потеряно самолётов, всего | Погибло лётчиков всего |
| ------------------------- | ---------------------- |
| 50                        | 24                     |

## Самолёты на вооружении
| Период               | Самолёты | Фото                | Период               | Самолёты | Фото                               |
| -------------------- | -------- | ------------------- | -------------------- | -------- | ---------------------------------- |
| 20.04.1942 — 05.1944 | ЛаГГ-3   | ЛаГГ-3              | 05.1944 — 04.1947    | Ла-5     | Ла-5 эскадрильи «Монгольский арат» |
| 20.04.1942 — 1944    | УТИ-4    | УТИ-4 (И-16 тип 15) | 20.04.1942 — 04.1947 | У-2      | У-2 (По-2)                         |

## Базирование
| Период                  | Аэродромы                         |
| ----------------------- | --------------------------------- |
| 05.1945 — 27.07.1945    | Гросс Линденау, Восточная Пруссия |
| 27.07.1945 — 01.04.1947 | Россь, Гродненская область        |